# Ouro Verde (kommun i Brasilien, Santa Catarina)
Ouro Verde är en kommun i Brasilien.   Den ligger i delstaten Santa Catarina, i den södra delen av landet, 1 300 km söder om huvudstaden Brasília. Antalet invånare är 2 271.
Trakten runt Ouro Verde består till största delen av jordbruksmark. Runt Ouro Verde är det glesbefolkat, med 18 invånare per kvadratkilometer.